# William Annesley (1772–1838)
William Richard Annesley (16. července 1772 – 25. srpna 1838) byl anglo-irský politik a 3. hrabě Annesley.

## Život
Narodil se 16. července 1772 jako syn Richarda Annesleye, 2. hraběte Annesley a jeho manželky Anne Lambert.
Dne 19. května 1803 se oženil s Lady Isabella St. Lawrence, s dcerou Williama St. Lawrence, 2. hraběte z Howthu. Roku 1821 bylo manželství rozvedeno. Spolu měli jednu dceru:
- Lady Mary Annesley (asi 1810–1837)

Dne 15. července 1828 se podruhé oženil za Priscillu Cecilii Moore. Spolu měli šest synů:
- William Annesley, 4. hrabě Annesley (1830–1874)
- Hugh Annesley, 5. hrabě Annesley (1831–1908)
- Robert John Annesley (1834–1854)
- Arthur Annesley (1835–1881)
- George Annesley (1837–1903)
- William Octavius Beresford Annesley (1838–1875)

Sloužil jako vysoký šerif Downu. Zemřel 25. srpna 1838.